# Адміністративний будинок об’єднань «Кривбасшахтопроходка» та «Південруда»
Адміністративний будинок обє'днань «Кривбасшахтопроходка» та «Південруда» — збудовано в 1957 році за проектом архітекторів В. Суманєєва та Н. Мухачової. Споруда знаходиться за адресою: місто Кривий Ріг, Центрально-Міський район, проспект Поштовий (колишній Карла Маркса), 1.

## Історична довідка
Будинок адміністративного призначення, виконаний за індивідуальним проектом, збудовано в 1957 році. Автори проекту — архітектори Василь Суманєєв та Неллі Мухачова.
Первісне використання пам'ятки — адміністративний будинок державного спеціалізованого будівельно-монтажного тресту з підземного будівництва та реконструкції шахт і кар'єрів «Кривбасшахтопроходка», який був створений у липні 1957 р. на базі Дирекції гідротехнічних споруд, відділів капітального будівництва трестів «Дзержинськруда» та «Ленінруда». Після створення в 1987 р. державного виробничого об'єднання гірничорудних і нерудних підприємств півдня «Південруда», що об'єднувало всю гірничорудну промисловість України, у приміщенні споруди розміщувалась й адміністрація «Південруди».
Відповідно до розпорядження голови Дніпропетровської державної адміністрації від 12.04.1996 р. № 158-р адмінбудинок об'єднань «Кривбасшахтопроходка» та «Південруда» є пам'яткою архітектури місцевого значення міста Кривий Ріг з охоронним номером 130.